# Giorgi Tkhilaishvili
Giga Tkhilaishvili (Kobuleti, 8 de abril de 1991) es un jugador de rugby georgiano, en la posición de flanker. Actualmente (2015) jugando en Batumi RC para el campeonato georgiano, además de la selección de rugby de Georgia.

## Carrera
Tkhilaishvili jugó para Batumi RC en el campeonato georgiano. Después de varias actuaciones destacadas, fue llamado al equipo nacional sub-20 para jugar los JWRT. Pocos meses después de unió al campeón de Georgia en 2011, Armia Tbilisi.
Debutó con la selección de rugby de Georgia contra Ucrania en junio de 2012. 
En octubre, estuvo un mes a prueba con el equipo de la Premiership Leicester Tigers. Impresionó en defensa con el Leicester A en la A-League pero su carencia de inglés y su ausencia por partidos internacionales no le permitieron obtener un contrato.
Ha sido seleccionado para la Copa Mundial de Rugby de 2015, salió de titular en el primer partido contra Tonga. Logró un ensayo en la segunda parte, lo que contribuyó a la victoria de su equipo 10-17.